# Торрес Хурадо, Антонио де
Антонио де Торрес Хурадо (исп. Antonio de Torres Jurado; 13 июня 1817, Альмерия — 19 ноября 1892, Альмерия) — испанский гитарный мастер, «наиболее значимый испанский гитарный мастер XIX века».
Сын сборщика налогов. С детства учился плотницкому и столярному делу. Вскоре после начала Первой карлистской войны был призван в правительственные войска, однако уклонился от призыва с помощью скоропалительной женитьбы, долгие годы находился в стеснённом материальном положении.
Изготовлению музыкальных инструментов, по-видимому, учился в начале 1840-х гг., был совладельцем мастерской и магазина в Севилье, однако лишь в 1850-е гг. под влиянием гитариста-виртуоза Хулиана Аркаса внёс в конструкцию инструмента ряд усовершенствований, обеспечивших ему высокую репутацию. Эти усовершенствования были, в первую очередь, связаны с представлением о том, что качество звука определяется, прежде всего, верхней декой: Торрес стал делать её как можно тоньше и из как можно более лёгкого дерева, а для доказательства своих идей изготовил демонстрационный инструмент, в котором верхняя дека была сделана по его стандартам, а нижняя дека и обечайки сооружены из папье-маше (этот инструмент находится в собрании Музея музыки в Барселоне). Известность Торреса была достаточно широкой, поэтому в 1868 году к нему специально приехал за инструментом молодой Франсиско Таррега.
В 1870 году Торрес со своей второй женой вернулся из Севильи в Альмерию и надолго отошёл от дел, открыв магазин антикварных и сувенирных товаров. В 1883 году, после смерти супруги, он, однако, вернулся к своей основной профессии и до конца жизни изготовлял около 12 инструментов в год.